# Communauté de communes Cluses-Arve et Montagnes
Die Communauté de communes Cluses-Arve et Montagnes (inoffizielle Schreibweise auch: Communauté de communes Cluses Arve et Montagnes) ist ein französischer Gemeindeverband mit Rechtsform einer Communauté de communes im Département Haute-Savoie. Sein Gebiet erstreckt sich im Tal der Arve rund um die Kleinstadt Cluses, in der sich der Verwaltungssitz befindet. Der Mitte 2012 gegründete Gemeindeverband besteht aus zehn Gemeinden und zählt 47.034 Einwohner (Stand 2022) auf einer Fläche von 203,70 km², sein Präsident ist Jean-Philippe Mas (DVD).

## Aufgaben
Zu den vorgeschriebenen Kompetenzen gehören die Entwicklung und Förderung wirtschaftlicher Aktivitäten und des Tourismus sowie die Raumplanung auf Basis eines Schéma de Cohérence Territoriale. Der Gemeindeverband bestimmt die Wohnungsbaupolitik. In Umweltbelangen und im Infrastrukturwesen betreibt er die Abwasserentsorgung, die Müllabfuhr und ‑entsorgung, die Straßenmeisterei, den öffentlichen Nahverkehr und die Schulbusverbindungen. Zusätzlich baut und unterhält der Verband Kultur- und Sporteinrichtungen.

## Mitgliedsgemeinden
Folgende zehn Gemeinden gehören der Communauté de communes Cluses-Arve et Montagnes an:
| Gemeinde                                        | Einwohner 1. Januar 2022 | Fläche km² | Dichte Einw./km² | Code INSEE | Postleitzahl |
| ----------------------------------------------- | ------------------------ | ---------- | ---------------- | ---------- | ------------ |
| Arâches-la-Frasse                               | 1.777                    | 37,69      | 47               | 74014      | 74300        |
| Cluses                                          | 17.366                   | 10,46      | 1.660            | 74081      | 74300        |
| Le Reposoir                                     | 559                      | 37,36      | 15               | 74221      | 74950        |
| Magland                                         | 3.242                    | 40,32      | 80               | 74159      | 74300        |
| Marnaz                                          | 5.920                    | 9,02       | 656              | 74169      | 74460        |
| Mont-Saxonnex                                   | 1.637                    | 26,28      | 62               | 74189      | 74130        |
| Nancy-sur-Cluses                                | 466                      | 14,22      | 33               | 74196      | 74300        |
| Saint-Sigismond                                 | 649                      | 7,92       | 82               | 74252      | 74300        |
| Scionzier                                       | 9.074                    | 10,62      | 854              | 74264      | 74950        |
| Thyez                                           | 6.344                    | 9,81       | 647              | 74278      | 74300        |
| Communauté de communes Cluses-Arve et Montagnes | 47.034                   | 203,70     | 231              | –          | –            |